# Muisne (canton)
Le canton de Muisne est un canton d'Équateur situé dans la province d'Esmeraldas avec comme chef-lieu la paroisse urbaine de Muisne. Il compte 28 474 habitants au recensement de 2010. Il a été fortement touché par le séisme de 2016.

## Toponyme
En langue indigène, Muisne signifie « abondance »

## Géographie
C'est un canton qui borde l'océan Pacifique et qui est délimité à l'est par les cantons d'Atacames, Esmeraldas et Quinindé ; il est frontalier de la province de Manabí au sud.
Il comprend, en plus de la paroisse urbaine de Muisne, les paroisses rurales de Bolívar, Daule, Galera, Quingue, Salima, San Francisco, San Gregorio et San José de Chamanga.
Le canton est nommé d'après la ville homonyme qui est la plus grande du canton. Elle comptait 5925 habitants au recensement de 2010. Elle est située sur la face nord d'une petite île côtière appelée également île de Muisne. Le lien avec le continent est assuré par de petites embarcations et des barges pour les véhicules.
Le canton, connu comme « Jardin d'Esmeraldas » (Jardín Esmeraldeño), compte sept kilomètres de plages bordées de palmeraies. Les crabes rouges y sont abondants au point qu'ils produisent l'illusion d'optique que la plage bouge.
La plage de Mompiche (es) est réputée pour son aspect paradisiaque (grandes plages, palmeraies, eaux turquoise) et appréciée par les amateurs de surf[réf. nécessaire].

## Économie
L'essentiel de l'économie est basée sur la pêche, la collecte de coquillages, de mollusques et l'agriculture[réf. nécessaire].
Ce canton est particulièrement pauvre et manque des services les plus basiques, y compris la quasi absence de police[réf. nécessaire].